# باغ تلو
رمان باغ تِلو نوشته مجید قیصری است. این رمان تحسین شده نمونه ای است از ظلمی که جنگ بر دوش زنان می‌نهد. این رمان در سال ۱۳۸۶ به‌طور مشترک با عقرب روی پله‌های راه‌آهن اندیمشک برندهٔ جایزهٔ مهرگان ادب شد.

## توقیف
این رمان نخستین بار از طرف نشر علم در سال ۱۳۸۵ منتشر شد و بلافاصله توقیف شد پس از ۱۴ سال این رمان توسط نشر کتاب کوچه تجدید چاپ شد که دوباره از طرف ارشاد «بدون هیچ توضیحی توقیف شده‌است»

## خلاصه داستان
داستان رمان دربارهٔ دختری به نام مرضیه است که با شروع جنگ به عنوان امدادگر داوطلب راهی جنوب می‌شود. در همان ماه‌های نخست جنگ اسیر می‌شود. روزی که به عنوان قهرمان جنگی به ایران بازمی‌گردد و از وی استقبال می‌شود، ابداً منتظر تغییر نگاه‌ها به خود نیست. پرسشی بی پاسخ دربارهٔ اینکه آیا یک دختر جوان در دوران اسارت مورد تجاوز قرار گرفته یا نه در نگاه همه خواندنی است. چرخش‌های عجیب در رفتار و واکنش خانواده و جامعه با این زن جوان سرنوشت عجیب و تامل‌برانگیزی برای او رقم می‌زند.